# San Martín de Unx
San Martín de Unx là một đô thị trong tỉnh và cộng đồng tự trị Navarre, Tây Ban Nha. Đô thị này có diện tích là ki-lô-mét vuông, dân số năm 2007 là 460 người với mật độ 9,17 người/km². Đô thị này có cự ly 45 km so với tỉnh lỵ Pamplona.

## Biến động nhân khẩu
| 1897  | 1900  | 1910  | 1920  | 1930  | 1940  | 1950  | 1960  | 1970 | 1981 | 1991 | 2001 | Bản mẫu:Población Navarra |
| ----- | ----- | ----- | ----- | ----- | ----- | ----- | ----- | ---- | ---- | ---- | ---- | ------------------------- |
| 1.658 | 1.657 | 1.814 | 2.009 | 1.805 | 1.568 | 1.508 | 1.218 | 822  | 683  | 534  | 455  | Bản mẫu:POB-NA            |